# 高晓攀
高晓攀（1985年8月2日—），河北保定人，相声演员，自幼拜冯春岭为师，后随冯宝华学艺。2003年考入中国戏曲学院相声班。曾一度在德云社演出，2004年退出。后在北京朝阳区文化馆组建了北京相声青年剧团，一年后关闭。一度从事卖服装、刷墙、婚礼司仪等职业。2008年5月在北京创建了相声表演团体嘻哈包袱铺。現在搭檔為尤憲超。